# FC Meshakhte Tkibuli
El FC Meshakhte Tkibuli es un equipo de fútbol de Georgia que juega en la Pirveli Liga, la segunda división de fútbol en el país.

## Historia
Fue fundado en el año 1930 en la ciudad de Tkibuli y durante la República Socialista Soviética de Georgia el club fue campeón de liga en dos ocasiones, ambas de manera consecutiva y también fue campeón de la Copa de Georgia en dos ocasiones.
Tras la caída de la Unión Soviética y la independencia de Georgia, el club no ha tenido el éxito de antes, ya que han pasado la mayor parte del tiempo entre la segunda y tercera categoría del país.

## Palmarés
- Georgian Soviet Championship: 2

1980, 1981
- Georgian Soviet Cup: 2

1964, 1976